# Getafe
Getafe (spanskt uttal: [xeˈtafe]) är en stad och kommun i den autonoma regionen Madrid i centrala Spanien. Staden ligger cirka 12,5 kilometer söder om centrala Madrid. Kommunen har 189 906 invånare (2024), på en yta av 78,38 km². Det är en av de mest befolkade och industrialiserade städerna i storstadsområdet Madrid.
I Getafe ligger berget Cerro de los Ángeles, som traditionellt har räknats som den geografiska mittpunkten på den Iberiska halvön. Staden ligger i en slättbygd på Spaniens centrala högplatå (Meseta Central), och i floden Manzanares tillrinningsområde.
En av de många industrier som finns lokaliserade till Getafe är Airbus. I staden ligger även Getafes flygbas, vilken är en av Spaniens äldsta militära flygbaser.
Getafes närhet till Madrid har skapat en industriell utveckling under 1900-talet. Befolkningen i Getafe har upplevt en stark tillväxt under 1900-talets andra hälft. Under hela medeltiden och fram till 1900 uppgick befolkningen till mellan 2 500 och 6 000 invånare. Befolkningen år 1950 uppgick till 10 670, år 1970 till 69 396 och år 2001 till 151 479. Getafe ett tydligt exempel på en sovstad där nästan hälften av befolkningen arbetar i Madrid. Befolkningsökningen har tvingat fram en utbyggnad av infrastrukturen med flera stora tillfartsvägar, en ökad allmän samhällsservice samt skapandet av nya bostadsområden.
Getafe blev stiftsstad 23 juli 1991, efter att ha brutits ut ur Madrids stift. Katedralen heter La Magdalena och är från 1500-talet. Universidad Carlos III de Madrid har ett av sina huvudsakliga campus i staden.
Kommunikationen mellan Getafe och Madrid sker med två pendeltågslinjer (C-4 och C-5), den nya tunnelbanelinjen Metro Sur och ett antal busslinjer. Stadens fotbollsklubb Getafe CF spelar i Spaniens fotbollsliga (La Liga). Hemmaarenan heter Coliseum Alfonso Perez.